# Hall of Sermon
Hall Of Sermon es un sello discográfico fundado por el músico alemán miembro de la banda Lacrimosa, Tilo Wolff, en el año de 1991. 
Nacida bajo un ideal de defensa de la libertad artística, así como la necesidad de autonomía total para Lacrimosa, Hall of Sermon fue ganando terreno al ofrecer a más bandas del género, así como similares al Metal gótico, los servicios del sello para el desarrollo ilimitado e independiente del trabajo musical. 
La disquera aún sigue produciendo todos los álbumes de Lacrimosa, así como de otras bandas similares.

## Bandas afiliadas a Hall of Sermon
- Artrosis
- Agony In The Funeral
- The Breath of Life
- Dreams of Sanity
- Evergrey
- The Gallery
- The Breath of Life
- Girls under Glass
- Lacrimosa
- Love like Blood
- Snakeskin